# Zapasy na Letnich Igrzyskach Olimpijskich 1956 – kategoria do 67 kg w stylu wolnym
Zmagania mężczyzn do 67 kg to jedna z ośmiu męskich konkurencji w zapasach w stylu wolnym rozgrywanych podczas Letnich Igrzysk Olimpijskich 1956. Pojedynki w tej kategorii wagowej odbyły się w dniach 28 listopada – 1 grudnia.
Punktacja opierała się na systemie „złych punktów karnych”. Zwycięzca otrzymywał zero punktów za wygraną przez „tusz” (łopatki), jeden punkt za wygraną decyzją trzech sędziów. Za przegraną walkę w stosunku 1-2 zawodnik otrzymywał dwa punkty, a za porażkę 0-3 lub łopatki przyznawano 3 punkty karne. Uzyskanie pięciu lub więcej punktów eliminowało zapaśnika z turnieju. Najlepsza trójka walczyła w rundzie finałowej. 

## Klasyfikacja[1]
| Miejsce | Nazwisko             | Kraj              |
| ------- | -------------------- | ----------------- |
| 1       | Emam Ali Habibi      | Iran              |
| 2       | Shigeru Kasahara     | Japonia           |
| 3       | Alimbieg Biestajew   | ZSRR              |
| 4       | Gyula Tóth           | Węgry             |
| 5       | Garibaldo Nizzola    | Włochy            |
| 5       | Tommy Evans          | Stany Zjednoczone |
| 7       | Muhammad Ashraf      | Pakistan          |
| 8       | Mario Tovar          | Meksyk            |
| 9       | Ramazan Güngör       | Turcja            |
| 10      | Georgi Zajczew       | Bułgaria          |
| 10      | Roger Bielle         | Francja           |
| 12      | Juan Rolón           | Argentyna         |
| 12      | Jack Taylor          | Wielka Brytania   |
| 14      | Väinö Hakkarainen    | Finlandia         |
| 14      | Olle Anderberg       | Szwecja           |
| 16      | David Schumacher     | Australia         |
| 16      | Lakhshmi Kant Pandey | Indie             |
| 16      | O Tae-geun           | Korea Południowa  |
| 16      | Mateo Tanaquin       | Filipiny          |

## Wyniki

### Pierwsza runda[2]
| Zwycięzca          | Punkty karne | Wynik        | Przegrany            | Punkty karne |
| ------------------ | ------------ | ------------ | -------------------- | ------------ |
| Muhammad Ashraf    | 0            | Łopatki      | O Tae-geun           | 3            |
| Mario Tovar        | 0            | Łopatki      | Mateo Tanaquin       | 3            |
| Jay Thomas Evans   | 0            | Łopatki      | Jack Taylor          | 3            |
| Shigeru Kasahara   | 0            | Łopatki      | David Schumacher     | 3            |
| Gyula Tóth         | 0            | Łopatki      | Juan Rolón           | 3            |
| Emam Ali Habibi    | 0            | Łopatki      | Olle Anderberg       | 3            |
| Roger Bielle       | 1            | Decyzja, 2:1 | Väinö Hakkarainen    | 2            |
| Garibaldo Nizzola  | 0            | Łopatki      | Lakhshmi Kant Pandey | 3            |
| Ramazan Güngör     | 1            | Decyzja, 3:0 | Georgi Zajczew       | 3            |
| Alimbieg Biestajew | 0            | Bez walki    |                      |              |

### Druga runda[3]
| Zwycięzca          | Punkty karne | Wynik        | Przegrany            | Punkty karne |
| ------------------ | ------------ | ------------ | -------------------- | ------------ |
| Alimbieg Biestajew | 0            | Łopatki      | O Tae-geun           | 6            |
| Mario Tovar        | 1            | Decyzja, 2:1 | Muhammad Ashraf      | 2            |
| Jack Taylor        | 4            | Decyzja, 3:0 | Mateo Tanaquin       | 6            |
| Jay Thomas Evans   | 1            | Decyzja, 3:0 | Shigeru Kasahara     | 3            |
| Juan Rolón         | 4            | Decyzja, 3:0 | David Schumacher     | 6            |
| Emam Ali Habibi    | 1            | Decyzja, 3:0 | Gyula Tóth           | 3            |
| Olle Anderberg     | 4            | Decyzja, 2:1 | Väinö Hakkarainen    | 4            |
| Garibaldo Nizzola  | 1            | Decyzja, 2:1 | Roger Bielle         | 3            |
| Ramazan Güngör     | 2            | Decyzja, 3:0 | Lakhshmi Kant Pandey | 6            |
| Georgi Zajczew     | 3            | Bez walki    |                      |              |

### Trzecia runda[4]
| Zwycięzca          | Punkty karne | Wynik        | Przegrany         | Punkty karne |
| ------------------ | ------------ | ------------ | ----------------- | ------------ |
| Alimbieg Biestajew | 0            | Łopatki      | Georgi Zajczew    | 6            |
| Muhammad Ashraf    | 3            | Decyzja, 3:0 | Jack Taylor       | 7            |
| Jay Thomas Evans   | 2            | Decyzja, 3:0 | Mario Tovar       | 4            |
| Shigeru Kasahara   | 3            | Łopatki      | Juan Rolón        | 7            |
| Gyula Tóth         | 3            | Wycofał się  | Väinö Hakkarainen | -            |
| Emam Ali Habibi    | 2            | Decyzja, 3:0 | Roger Bielle      | 6            |
| Garibaldo Nizzola  | 2            | Decyzja, 2:1 | Ramazan Güngör    | 4            |
|                    |              | Wycofał się  | Olle Anderberg    | -            |

### Czwarta runda[5]
| Zwycięzca          | Punkty karne | Wynik        | Przegrany         | Punkty karne |
| ------------------ | ------------ | ------------ | ----------------- | ------------ |
| Alimbieg Biestajew | 0            | Łopatki      | Muhammad Ashraf   | 6            |
| Shigeru Kasahara   | 3            | Łopatki      | Mario Tovar       | 7            |
| Gyula Tóth         | 4            | Decyzja, 3:0 | Jay Thomas Evans  | 5            |
| Emam Ali Habibi    | 3            | Decyzja, 3:0 | Garibaldo Nizzola | 5            |
|                    |              | Wycofał się  | Ramazan Güngör    | -            |

### Piąta runda[6]
| Zwycięzca       | Punkty karne | Wynik        | Przegrany          | Punkty karne                                                          |
| --------------- | ------------ | ------------ | ------------------ | --------------------------------------------------------------------- |
| Gyula Tóth      | 5 (6)        | Decyzja, 2:1 | Alimbieg Biestajew | 2 (1) (protest delegacji radzieckiej, ostateczny zwycięzca Biestajew) |
| Emam Ali Habibi | 4            | Decyzja, 3:0 | Shigeru Kasahara   | 6                                                                     |

### Runda finałowa[7]
| Zwycięzca        | Wynik   | Przegrany                           |
| ---------------- | ------- | ----------------------------------- |
| Shigeru Kasahara | ?       | Alimbieg Biestajew (wynik nieznany) |
| Emam Ali Habibi  | Łopatki | Alimbieg Biestajew                  |